# 小阿拜河
11°48′N 37°7′E / 11.800°N 37.117°E
小阿拜河是埃塞俄比亞的河流，位於該國中部，屬於尼羅河流域的一部分，距離首都亞的斯亞貝巴400公里，最終注入塔納湖西南部。